# Кареццано
Кареццано (итал. Carezzano) — коммуна в Италии, располагается в регионе Пьемонт, в провинции Алессандрия.
Население составляет 429 человек (2008 г.), плотность населения составляет 42 чел./км². Занимает площадь 10 км². Почтовый индекс — 15051. Телефонный код — 0131.
Покровителем коммуны почитается святой Евсевий из Верчелли, празднование 2 августа.

## Демография
Динамика населения:

## Администрация коммуны
- Официальный сайт: http://www.comune.carezzano.al.it/